# Jan Karbowiak
Jan Karbowiak (ur. 27 stycznia 1903 w Łodzi, zm. 1 sierpnia 1984) – polski działacz socjalistyczny, poseł na Sejm Ustawodawczy (1947–1952).

## Życiorys
Ukończył gimnazjum w Łodzi (1923), następnie podjął studia na wydziale ekonomii Uniwersytetu Poznańskiego, które porzucił po 2 latach. Jednocześnie pracował jako urzędnik oraz ukończył Szkołę Podchorążych Rezerwy Piechoty nr 4 w Tomaszowie Mazowieckim. Z czasem podjął pracę urzędnika Zarządu Miejskiego w Łodzi.
W 1925 został członkiem Polskiej Partii Socjalistycznej, był również działaczem oświatowym oraz promował sport robotniczy. Podczas II wojny światowej, po kapitulacji Warszawy dostał się do niewoli, w której przebywał do 1945 roku. Do Polski powrócił w sierpniu 1945, zostając III sekretarzem Komitetu Wojewódzkiego PPS w Łodzi oraz został członkiem prezydium Wojewódzkiej Rady Narodowej w Łodzi. W latach 1947–1952 był posłem na Sejm Ustawodawczy z ramienia PPS, reprezentującym okręg nr 10 Łódź-powiat. Zasiadał w Komisji Obrony Narodowej, Komisji Wojskowej i był członkiem Związku Parlamentarnego Polskich Socjalistów.
Został pochowany na cmentarzu komunalnym Doły w Łodzi (Kwatera: XXX, Rząd: 30, Grób: 19).